# Berberis umbellata
Berberis umbellata är en berberisväxtart som beskrevs av Nathaniel Wallich. Berberis umbellata ingår i släktet berberisar, och familjen berberisväxter. Utöver nominatformen finns också underarten B. u. branii.